# Iglesia de Santa María (Guareña)
La Iglesia parroquial Santa María de Guareña es un templo católico situado en el municipio español de  Guareña, (Uareña en extremeño), perteneciente a la provincia de Badajoz (comunidad autónoma de Extremadura), en la carretera EX-105 de Alange a Don Benito, aproximadamente a la mitad de este tramo y bastante cerca del embalse de Alange. Pertenece a la comarca de Vegas Altas y al Partido judicial de Don Benito. Eclesiásticamente depende de la Diócesis de Plasencia. Está situado a 83 km de su capital provincial, Badajoz, y a 24 km de Mérida, la capital de Extremadura.

## El edificio
El monumento de mayor importancia en Guareña es, sin duda alguna, la Iglesia Parroquial de Santa María, situado actualmente en uno de los extremos de la localidad, cerca de la Plaza Vieja, donde comienzan las edificaciones. El edificio es de muy grandes proporciones de tal modo que el exterior mide 89 x 45 metros, «resultando desproporcionado para la población actual y aún en la época de su construcción, aunque Guareña fuese polo de atracción de todas los poblados cercanos y su Iglesia el punto de reunión de todos los habitantes de la comarca».
El edificio actual de la «iglesia de Santa María de Guareña» fue construido sobre otra iglesia que había en el mismo lugar. Respecto a la construcción de la iglesia, hay una buena cantidad de estudios y criterios que aseguran que comenzó en los primeros meses del año 1557, cuando reinaba Felipe II, siendo obispo de la diócesis de Plasencia don Gutiérrez Vargas de Carvajal. La iglesia la empezó a construir el arquitecto Sancho de Cabrera pero surgieron problemas entre él mismo, el pueblo y los responsables eclesiásticos de tal modo que se llamó al arquitecto Rodrigo Gil de Hontañón,que en estos momentos estaba construyendo la catedral de Plasencia. Una vez resueltos los problemas, se hizo cargo de la construcción este arquitecto en 1560, obras que duraron diez años. Hontañón falleció en 1577. En 1580 se suspendieron las obras hasta que Juan de Herrera recibiera la aceptación de la construcción del Monasterio de El Escorial para Felipe II. La torre se terminó en el año 1700 y la portada de la iglesia, donde más se aprecian los valores del estilo renacentista, en el año 1793.

## Hundimiento del techo
El 28 de abril de 1900 se hundió el cuarto tramo de la bóveda; la inmediata al coro, llevándose por delante el tejado de esa zona, el coro, su maderamen y unas 2000 losas del pavimento de la iglesia. Inmediatamente se pone en marcha una junta llamada “La Reparación del Templo de Santa María”, bajo la presidencia del que entonces era alcalde, Juan Lucas Retamar. La junta eligió para la reparación y reconstrucción del templo al arquitecto Ricardo G. Guereta, que participó en la construcción de la catedral de la Almudena de Madrid, y a su colega Eugenio F. Quintanilla.
Estos reconstruyeron todo lo derruido pero utilizando materiales más ligeros y terminaron toda la obra en 1917. La reapertura se realizó solemnemente el 9 de junio de 1917 consagrándose el templo por el obispo de Plasencia, Don Ángel Regueras López. La guerra civil española de 1936 fueron destruidos los altares y el retablo de la iglesia. Una vez terminada la contienda se reparó todo entre 1943 y 1949 gracias a la generosidad del pueblo, tanto en dinero como en aportación del trabajo propio.

## El interior de la iglesia
Al interior del templo se puede acceder por tres portadas, todas con  arcos de medio punto. La más rica y compleja corresponde a la del lado de la Epístola, cuya construcción pertenece al siglo XVII, mostrando el pase arquitectónico del Renacimiento al Barroco, con puertas de medio punto y con pares de columnas sobre un alto basamento.